# سانفورد يونغ
سانفورد يونغ هو سياسي صيني، ولد في 3 أكتوبر 1927، وتوفي في 7 نوفمبر 2013.